# Vagyim Szemjonovics Zsuk
Vagyim Szemjonovics Zsuk (Leningrád, 1947. január 30. – Szuzdal, 2025. március 20.) orosz színháztörténész, színész, író, költő.

## Életpályája
A Negyedik fal színház művészeti vezetője volt Szentpétervárott; televíziós műsort vezetett Zsvanyeckijjel.(ru) Szergej Platonovval közösen szatirikus kuplékat írt. Szerepelt filmekben és gyakran fellép mint konferanszié, valamint one man show-man színpadon és televíziókban.
Írt operettlibrettókat, kabaré műsorokat, forgatókönyveket.
Az első felesége Olga Szavarenszkaja, díszlet- és jelmeztervező volt, akinek halála után Marina Kurcsevszkaja rajzfilmessel kötött házasságot.

## Fordítás
- Ez a szócikk részben vagy egészben  a(z)   Жук, Вадим Семёнович című orosz Wikipédia-szócikk fordításán alapul.  Az eredeti cikk szerkesztőit annak laptörténete sorolja fel. Ez a jelzés csupán a megfogalmazás eredetét és a szerzői jogokat jelzi, nem szolgál a cikkben szereplő információk forrásmegjelöléseként.